# Sahara Hotnights
Le Sahara Hotnights sono un gruppo musicale rock tutto femminile svedese formatosi nel 1992. Il gruppo si è sciolto nel 2011, per poi ricostituirsi nel 2019.

## Formazione
- Maria Andersson – voce, chitarra
- Jennie Asplund – cori, chitarra
- Johanna Asplund – cori, basso
- Josephine Forsman – batteria

## Discografia
- 1997 – Suits Anyone Fine (EP)
- 1999 – C'mon Let's Pretend
- 2001 – Jennie Bomb
- 2004 – Kiss & Tell
- 2007 – What If Leaving Is a Loving Thing
- 2009 – Sparks
- 2011 – Sahara Hotnights
- 2022 - Love in Times of Low Expectations